# Hamad Chalájla
Hamad Chalájla (hebrejsky חמד חלאילה, Chamad Chala'jla, arabsky حمد خلايلة, žil 1928 – 13. května 2014) byl izraelský politik a poslanec Knesetu za stranu Ma'arach.

## Biografie
Narodil se v městě Sachnin. Absolvoval střední školu. Patří do komunity izraelských Arabů.

## Politická dráha
Pracoval jako úředník odborové centrály Histadrut. V izraelském parlamentu zasedl po volbách v roce 1981, do nichž šel za Ma'arach. Byl členem výboru pro vzdělávání a kulturu a výboru pro jmenování islámských soudců. Ve volbách v roce 1984 mandát neobhájil.